# Premio Don Balón
De Premio Don Balón is een voetbalprijs die van 1976 tot 2011 jaarlijks werd uitgereikt door het Spaanse sporttijdschrift Don Balón.
De prijs werd uitgereikt in vijf categorieën: beste Spaans voetballer, beste buitenlandse voetballer, beste jonge voetballer, beste trainer en beste scheidsrechter in de Primera División.

## Winnaars
| Seizoen   | Beste Spaanse voetballer in de Primera División | Beste buitenlandse voetballer in de Primera División | Beste jonge voetballer in de Primera División | Beste trainer in de Primera División   | Beste scheidsrechter in de Primera División |
| --------- | ----------------------------------------------- | ---------------------------------------------------- | --------------------------------------------- | -------------------------------------- | ------------------------------------------- |
| 1975-1976 | Miguel Ángel González (Real Madrid)             | Johan Neeskens (FC Barcelona)                        | -                                             | Miljan Miljanic (Real Madrid)          | -                                           |
| 1976-1977 | Juanito (Burgos CF)                             | Johan Cruijff (FC Barcelona)                         | -                                             | Luis Aragonés (Atlético Madrid)        | -                                           |
| 1977-1978 | Migueli (FC Barcelona)                          | Johan Cruijff (FC Barcelona)                         | -                                             | Luis Molowny (Real Madrid)             | -                                           |
| 1978-1979 | Quini (Sporting Gijón)                          | Uli Stielike (Real Madrid)                           | -                                             | Luis Molowny (Real Madrid)             | -                                           |
| 1979-1980 | Rafael Gordillo (Real Betis)                    | Uli Stielike (Real Madrid)                           | -                                             | Luis Molowny (Real Madrid)             | -                                           |
| 1980-1981 | Urruti (RCD Espanyol)                           | Uli Stielike (Real Madrid)                           | -                                             | Alberto Ormaetxea (Real Sociedad)      | -                                           |
| 1981-1982 | Miguel Tendillo (Valencia CF)                   | Uli Stielike (Real Madrid)                           | -                                             | Alberto Ormaetxea (Real Sociedad)      | -                                           |
| 1982-1983 | Juan Señor (Real Zaragoza)                      | Juan Alberto Barbas (Real Zaragoza)                  | -                                             | Javier Clemente (Athletic Bilbao)      | -                                           |
| 1983-1984 | Manuel Cervantes (Real Murcia)                  | Juan Alberto Barbas (Real Zaragoza)                  | -                                             | Javier Clemente (Athletic Bilbao)      | -                                           |
| 1984-1985 | Migueli (FC Barcelona)                          | Bernd Schuster (FC Barcelona)                        | -                                             | Terry Venables (FC Barcelona)          | -                                           |
| 1985-1986 | Míchel (Real Madrid)                            | Jorge Valdano (Real Madrid)                          | Juan Carlos (Real Valladolid)                 | Luis Molowny (Real Madrid)             | Emilio Carlos Guruceta                      |
| 1986-1987 | Andoni Zubizarreta (FC Barcelona)               | Hugo Sánchez (Real Madrid)                           | Ernesto Valverde (RCD Espanyol)               | Javier Clemente (RCD Espanyol)         | Emilio Carlos Guruceta                      |
| 1987-1988 | Juan Antonio Larrañaga (Real Sociedad)          | Alemão (Atlético Madrid)                             | Sebastián Losada (RCD Espanyol)               | Leo Beenhakker (Real Madrid)           | Emilio Soriano Aladrén                      |
| 1988-1989 | Fernando Gómez (Valencia CF)                    | Oscar Ruggeri (CD Logroñés)                          | Luis Milla (FC Barcelona)                     | John Toshack (Real Sociedad)           | Victoriano Sánchez Arminio                  |
| 1989-1990 | Rafael Martín Vázquez (Real Madrid)             | Hugo Sánchez (Real Madrid)                           | Pedro (CD Logroñés)                           | John Toshack (Real Madrid)             | Emilio Soriano Aladrén                      |
| 1990-1991 | Jon Andoni Goikoetxea (FC Barcelona)            | Bernd Schuster (Atlético Madrid)                     | Luis Enrique Martínez (Sporting Gijón)        | Johan Cruijff (FC Barcelona)           | Ildefonso Urízar Azpitarte                  |
| 1991-1992 | Agustín Elduayen (Burgos CF)                    | Michael Laudrup (FC Barcelona)                       | Delfí Geli (Albacete Balompié)                | Johan Cruijff (FC Barcelona)           | Raúl García de Loza                         |
| 1992-1993 | Fran González (Deportivo La Coruña)             | Miroslav Đukić (Deportivo La Coruña)                 | Julen Guerrero (Athletic Bilbao)              | Arsenio Iglesias (Deportivo La Coruña) | Juan Andújar Oliver                         |
| 1993-1994 | Julen Guerrero (Athletic Bilbao)                | Romário (FC Barcelona)                               | Sergi Barjuán (FC Barcelona)                  | Víctor Fernández (Real Zaragoza)       | Antonio Jesús López Nieto                   |
| 1994-1995 | José Amavisca (Real Madrid)                     | Iván Zamorano (Real Madrid)                          | Raúl González (Real Madrid)                   | Arsenio Iglesias (Deportivo La Coruña) | Arturo Daudén Ibáñez                        |
| 1995-1996 | José Luís Caminero (Atlético Madrid)            | Predrag Mijatović (Valencia CF)                      | Iván de la Peña (FC Barcelona)                | Radomir Antic (Atlético Madrid)        | Antonio Jesús López Nieto                   |
| 1996-1997 | Raúl González (Real Madrid)                     | Ronaldo (FC Barcelona)                               | Víctor Manuel Fernández (Real Valladolid)     | Vicente Cantatore (Real Valladolid)    | Manuel Mejuto González                      |
| 1997-1998 | Alfonso Pérez (Real Betis)                      | Rivaldo (FC Barcelona)                               | Albert Celades (FC Barcelona)                 | Javier Irureta Celta de Vigo)          | José María García Aranda                    |
| 1998-1999 | Raúl González (Real Madrid)                     | Luís Figo (FC Barcelona)                             | Xavi Hernández (FC Barcelona)                 | Héctor Cúper (Real Mallorca)           | Manuel Mejuto González                      |
| 1999-2000 | Raúl González (Real Madrid)                     | Luís Figo (FC Barcelona)                             | Iker Casillas (Real Madrid)                   | Javier Irureta (Deportivo La Coruña)   | Antonio Jesús López Nieto                   |
| 2000-2001 | Raúl González (Real Madrid)                     | Luís Figo (Real Madrid)                              | Carles Puyol (FC Barcelona)                   | Mané (Deportivo Alavés)                | José María García Aranda                    |
| 2001-2002 | Raúl González (Real Madrid)                     | Zinédine Zidane (Real Madrid)                        | Joaquín (Real Betis)                          | Rafael Benítez (Valencia CF)           | Antonio Jesús López Nieto                   |
| 2002-2003 | Xabi Alonso (Real Sociedad)                     | Nihat Kahveci (Real Sociedad)                        | Thiago Motta (FC Barcelona)                   | Raynald Denoueix (Real Sociedad)       | Manuel Mejuto González                      |
| 2003-2004 | Vicente Rodríguez (Valencia CF)                 | Ronaldinho (FC Barcelona)                            | Júlio Baptista (Sevilla FC)                   | Javier Irureta (Deportivo La Coruña)   | César Muñiz Fernández                       |
| 2004-2005 | Xavi Hernández (FC Barcelona)                   | Juan Román Riquelme (Villarreal CF)                  | Sergio Ramos (Sevilla FC)                     | Frank Rijkaard (FC Barcelona)          | Alberto Undiano Mallenco                    |
| 2005-2006 | David Villa (Valencia CF)                       | Ronaldinho (FC Barcelona)                            | Raúl Albiol (Valencia CF)                     | Frank Rijkaard (FC Barcelona)          | Manuel Mejuto González                      |
| 2006-2007 | Santiago Cazorla (Recreativo Huelva)            | Lionel Messi (FC Barcelona)                          | Alexis Ruano (Getafe CF)                      | Juande Ramos (Sevilla FC)              | Alberto Undiano Mallenco                    |
| 2007-2008 | Marcos Senna (Villarreal CF)                    | Sergio Agüero (Atlético Madrid)                      | Bojan Krkić (FC Barcelona)                    | Gregorio Manzano (Real Mallorca)       | Manuel Mejuto González                      |
| 2008-2009 | Andrés Iniesta (FC Barcelona)                   | Lionel Messi (FC Barcelona)                          | Gerard Piqué (FC Barcelona)                   | Josep Guardiola (FC Barcelona)         | Miguel Ángel Pérez Lasa                     |
| 2009-2010 | Borja Valero (RCD Mallorca)                     | Lionel Messi (FC Barcelona)                          | Javi Martínez (Athletic Bilbao)               | Josep Guardiola (FC Barcelona)         | Javier Turienzo Álvarez                     |

Azerbeidzjan · België (HLN · PL) · Bosnië-Herzegovina · Bulgarije · Denemarken · Duitsland · Engeland (PFA · FWA) · Estland · Finland · Frankrijk (FF · UNFP) · Georgië · Gibraltar · Griekenland · Hongarije · Ierland · Israël · Italië · Kazachstan · Kosovo · Kroatië · Letland · Liechtenstein · Litouwen · Luxemburg · Malta · Moldavië · Nederland · Noord-Macedonië · Noorwegen · Oekraïne · Oostenrijk · Polen · Portugal (CNID · PGB) · Roemenië · Rusland ("Futbol" · "Sport-Express") · Schotland (SPFA · SFWA) · Servië · Slowakije · Sovjet-Unie · Spanje (TADS · PDB · LFP) · Tsjechië (ČMFS · KSN) · Wit-Rusland · Zweden · Zwitserland